# オールナイトフジコ
『オールナイトフジコ』（英字表記: All Night FUJIKO）は、フジテレビと一部のFNS系列局（#放送局を参照）で毎週土曜 0:55 - 1:55（金曜深夜）に放送されていたバラエティ番組。

## 概要
2023年（令和5年）4月改編で、『オールナイトフジ』（1983年（昭和58年4月2日）開始）が1991年（平成3年）3月30日に終了して以来32年ぶりに、土曜未明（金曜深夜）の時間帯に復活することが2023年2月1日付の一部のスポーツ新聞の芸能面で報じられた。新たに2時間の生放送番組として、関東ローカルの深夜枠で2023年4月15日（14日深夜）放送が開始され、2024年4月6日からは1時間番組となった。ネット局は#放送局を参照。
放送開始に先立つ2022年6月28日、フジテレビ常務取締役および共同テレビ代表取締役社長を歴任した港浩一がフジテレビ代表取締役社長に就任。港は「フジテレビ ルネサンス」を宣言し、「明るく楽しく元気なフジテレビのDNAを蘇らせる」ことを掲げ、番組がスタートした。
1980年代から90年代前半に放送された伝説の番組『オールナイトフジ』の後継番組として位置づけられ、内容については賛否両論がある。
『オールナイトフジ』の司会者の1人だった片岡鶴太郎は、「今、コンプライアンスが厳しい中で、どう攻めていくかということをやっているだろうし、それについて僕たちの時代はこうだった、ああだったと比べちゃいけない。今は今の時代でギリのところまで攻め込んでいこうという姿勢。回を重ねるごとに楽しみしています」と2回目の放送においてコメントを寄せた。
また、『オールナイトフジ』の出演者の1人であった石橋貴明（とんねるず）は、2023年7月7日にAbemaTVで放送された『石橋貴明 お礼参り THE WORLD』の企画で、対談相手の太田光（爆笑問題）から「港さん（港浩一）が性懲りもなく『オールナイトフジコ』を始めたりとか、どういうことなのよって思わない？」と問われた中で、「なぜそこに行く？タイトル変えりゃいいのにねぇ」と述懐している。
フジテレビのニュースリリースによれば、『オールナイトフジコ』というタイトルに決まった経緯について「タイトルだけでも少しは変えよう」ということで「飲み会で決まった」としている。2023年3月当時は、放送開始約1か月前であるが、「広報資料として発表できるような企画は、まだ、何もな」く、「全てが見切り発車」だった。同記事において、MCの佐久間宣行は「とても緊張するし、とても怖いのですが、その何倍も楽しみ」、バラエティ制作センター部長（当時）の中嶋優一は「世の中やメディアの常識に一切とらわれず、“やっぱり地上波テレビが一番面白い！”と思っていただけるよう、秋元さんや佐久間君たちと“遊び心”最優先で作って参ります」、チーフプロデューサーの松本祐紀は「とにかく金曜深夜に熱のこもった番組をお届けできるようフルスイングで挑みます。大コケしたら大多亮専務（当時）のせいということで…」と語った。総合プロデューサーの秋元康は「今のテレビは、制約が多すぎて、フォーマットが決まってしまうのですが、若手のクリエイターたちが、自由に発想できる場を作りました。どうなるかわかりませんが、今から、ワクワクしています」と抱負を語った。
2025年3月8日（7日深夜）放送において、同月22日（21日深夜）放送分をもって番組終了することが発表された。
最終回前半部分は佐久間宣行が被害者となり、フジコーズが探偵役を務める生放送ドラマ『佐久間宣行は2度死んだ』として進行した。

## 出演者

### メインMC
- 佐久間宣行[注 5]

### MC
- 伊藤俊介（オズワルド）
- 森田哲矢（さらば青春の光）[注 6]

### レギュラー
- 村重杏奈[13]

### 進行
- 佐野瑞樹（フジテレビアナウンス室シニア局次長待遇）[注 7]

### フジコーズ
- 公式サイト・SNS開設前までは「フジコガールズ」と名付けられていた[13][14]。

### バーテンダー
- 渚カオリ（純情のアフィリア）[注 8]

## 過去の出演者
- 峯岸みなみ[13][注 9][15][16]

## 放送日程

### 2023年（令和5年）
| 回 | 放送日   | 世帯視聴率 関東地域 | フジコネシート | ゲスト | オールナイト生ライブ |
| -- | -------- | ------------------- | --- | --- | --- |
| 1  | 04月15日 | 1.8%                | 秋元康、指原莉乃、=LOVE（佐々木舞香・野口衣織・諸橋沙夏）、カンニング竹山、港浩一、大多亮、矢嶋健二（株式会社TWIN PLANET代表取締役社長）、青山なぎさ（Liella!） | | 真心ブラザーズ「サマーヌード」 |
| 2  | 04月22日 | 1.5%                | 阿部由美子、やす子、カンニング竹山 | | カンニング竹山「宴もたけやま」 |
| 3  | 04月29日 |                     | 森香澄、酒井一圭（純烈）、Rio | 天羽希純（#2i2）                                                                                            | MOROHA「革命」 |
| 4  | 05月06日 |                     | #2i2、コムドット | | ano「ちゅ、多様性。」 |
| 5  | 05月20日 |                     | | | 岡崎体育「Knock Out」 |
| 6  | 05月27日 |                     | Hiro（MY FIRST STORY）、翔田千里、加山なつこ | フィロソフィーのダンス                                                                                      | Hiro（MY FIRST STORY）「I'm a mess」 |
| 7  | 06月03日 |                     | 田中美久（HKT48）、朝夏まなと、中川晃教、さとう珠緒、 金髪りさ、近藤庸平                                                                                        | | |
| 8  | 06月10日 | 1.6%                | 中村歩、お見送り芸人しんいち、TCクラクション、カカロニ | FLASH * 永吉正明（副編集長） * 谷口由記（記者）                                                             | 川崎鷹也「ぬくもり」 |
| 9  | 06月24日 |                     | MOROHA、T字路s、蒼井そら、出町杏奈の父親 | sweet * 渡辺佳代子（編集長） * 鏡味由起子（編集長） バイク川崎バイク、村上健志（フルーツポンチ）、No.ナオト | 梅田サイファー「かまへん」 T字路s「これさえあれば」 |
| 10 | 07月01日 |                     | 西村歩乃果、カンニング竹山 | 森愁斗、DJ KOO（TRF）                                                                                       | 竹森ゴウ「人間失策-human error-」 |
| 11 | 07月08日 |                     | | 菊竹龍（「TOKYO IDOL FESTIVAL」総合プロデューサー）                                                         | Furui Riho「Super Star」 |
| 12 | 07月15日 | 1.4%                | MOROHA、酒井一圭（純烈）、大槻ひびき、波多野結衣、ラフ×ラフ（齋藤有紗、高梨結、日比野芽奈、吉村萌南）                                                           | 菊竹龍、天羽希純（#2i2）、あまこようこ、みかん、パワーパフボーイズ                                          | 純烈「星降る街角」 |
| 13 | 07月29日 |                     | 「呼び出し先生タナカ」ガールズユニット（えなこ、なえなの、森日菜美）、美男美女キッチンカーの店員                                                                | 菊竹龍、あまこようこ                                                                                        | 「呼び出し先生タナカ」ガールズユニット（えなこ、なえなの、森日菜美、村重杏奈）「はろー！NIPPON！！」 矢作萌夏「Don't stop the music」                                        |
| 14 | 08月05日 |                     | | フィロソフィーのダンス、#2i2、純情のアフィリア                                                              | TIF×フジコスペシャルコラボ フィロソフィーのダンスと雨宮・沖「新時代(ado)」 #2i2と小杉「アイドル(YOASOBI)」 純情のアフィリアと今井・鈴木・安藤「ヘビーローテーション(AKB48)」 |
| 15 | 08月12日 |                     | 皇治、ToPDoG、松下▽ | 村瀬健、高橋健介、あまこようこ                                                                              | 鈴木実貴子ズ「ファッキンミュージック」 |
| 16 | 08月19日 |                     | 哲志、DJ社長 | 金子紗織、軍地彩弓、ショーゴ（東京ホテイソン）                                                              | Repezen Foxx「XOXO」 |
| 17 | 08月26日 |                     | 十文字幻斎 | じゅんいち、ビクトル                                                                                        | I Don't Like Mondays.「Summer Ghost」 |
| 18 | 09月09日 |                     | 僕が見たかった青空（青木宙帆、伊藤ゆず、塩釜菜那、西森杏弥、長谷川稀未、早﨑すずき、宮腰友里亜、持永真奈、山口結杏）、東ブクロ（さらば青春の光）                | 石川ユウキ                                                                                                  | 僕が見たかった青空（金澤亜美を除く）「青空について考える」 |
| 19 | 09月16日 |                     | 佐々木恭子、タブレット純 | めっちゃ最高ズ、ねじれネジ、群青団地、惹女香花、児島気奈、志村                                              | ヒグチアイ「恋の色」 |
| 20 | 09月30日 |                     | AKB48（小栗有以、向井地美音、千葉恵里、岡部麟、村山彩希、佐藤綺星、山﨑空、長友彩海）                                                                           | ジャンク、兄弟、群青団地                                                                                    | AKB48「アイドルなんかじゃなかったら」 |
| 21 | 10月14日 |                     | 森崎ウィン、群青団地 | いろはラムネ、ポテトカレッジ、群青団地                                                                      | 森崎ウィン「Dear」 |
| 22 | 10月21日 |                     | アフロ（MOROHA）、徳井健太（平成ノブシコブシ） | 無尽蔵、いろはラムネ                                                                                        | 高嶺のなでしこ「可愛くてごめん」「いつか私がママになったら」 |
| 23 | 10月28日 |                     | 久木田菜々夏（衛星とカラテア）、ローバー美々 | いろはラムネ、マリーマリー                                                                                  | STU48「君は何を後悔するのか?」 |
| 24 | 11月11日 |                     | デッカチャン、山田高弘 | マリーマリー、イジリー岡田、忠犬立ハチ高、サンタモニカ、いろはラムネ                                        | BiTE A SHOCK（スタジオ出演はSAORiを除く）「カノープス」 |
| 25 | 12月02日 |                     | はなわ | 島田秀平（号泣）、キッスエンドラン、サンタモニカ                                                            | WHITE SCORPION「眼差しSniper」 はなわ「ニュー咲きほこれ埼玉」 |
| 26 | 12月16日 |                     | HKT48（最上奈那華、地頭江音々、豊永阿紀、田中美久、竹本くるみ、松岡はな）                                                                                       | ナユタ、サンタモニカ                                                                                        | HKT48「バケツを被れ！」 |

### 2024年（令和6年）
| 回 | 放送日   | フジコネシート | ゲスト | オールナイト生ライブ |
| -- | -------- | --- | --- | --- |
| 27 | 01月13日 | ラフ×ラフ（齋藤有紗、高梨結、日比野芽奈、吉村萌南）                                                                                   | サンタモニカ | ラフ×ラフ「考える時間をください」 |
| 28 | 01月27日 | | 僕が見たかった青空（青木宙帆、伊藤ゆず、塩釜菜那、西森杏弥、長谷川稀未、早﨑すずき、宮腰友里亜、持永真奈、山口結杏）                  | 僕が見たかった青空（選抜メンバー12名）「卒業まで」 |
| 29 | 02月03日 | WHITE SCORPION（ACO、ALLY、AOI、NATSU、NAVI、NICO）                                                                                   | をとは、あっち先生 | WHITE SCORPION「非常手段」 |
| 30 | 02月17日 | 私立恵比寿中学（星名美怜、真山りか）、大蔵ともあき、雪乃精レイ                                                                        | 徳井健太（平成ノブシコブシ） | 私立恵比寿中学「トーキョーズ・ウェイ!」 |
| 31 | 03月02日 | 茂出木浩司、ムラムラタムラ、友恵温香の父親                                                                                            | 松尾実李果・藤本理子・山中ありさの母親                                                                                                | カセットガール「土曜の夜はパラダイス」 |
| 32 | 03月09日 | SKE48（佐藤佳穂、末永桜花、熊崎晴香、菅原茉椰）                                                                                       | ムラムラタムラ、あっち先生、しんたか                                                                                                  | SKE48「愛のホログラム」 |
| 33 | 03月23日 | SHOW-WA | | SHOW-WA「君の王子様」 |
| 34 | 04月06日 | 金髪りさ、後野順也 | | ≠ME「ラストチャンス、ラストダンス」 |
| 35 | 04月13日 | | | OCTPATH「Daydream」 |
| 36 | 04月20日 | 河北彩伽 | | 22/7「後でわかること」 |
| 37 | 04月27日 | 河北彩伽 | | WHITE SCORPION「Satisfaction graffiti」 |
| 38 | 05月04日 | 茂出木浩司、ムラムラタムラ | | 劇団4ドル50セント「少年よ 空を見ろ!」 |
| 39 | 05月11日 | | 僕が見たかった青空 | 僕が見たかった青空「暗闇の哲学者」 |
| 40 | 05月18日 | | | ラフ×ラフ「クライアント」 |
| 41 | 05月25日 | | MATSURI | MATSURI「今さらカッコつけてらんねぇ」 |
| 42 | 06月01日 | | 菊竹龍 | NMB48「これが愛なのか?」 |
| 43 | 06月08日 | | | 高嶺のなでしこ「私より好きでいて」 |
| 44 | 06月15日 | 東ブクロ、畠中悠（オズワルド） | 島田和正（当番組総合演出） | STU48「愛の重さ」 |
| 45 | 06月22日 | 東ブクロ、GO!皆川 | 松浦航大 | 超ときめき♡宣伝部「最上級にかわいいの!」 |
| 46 | 06月29日 | | GO!皆川、加護亜依、久保田かずのぶ | アンジュルム「美々たる一撃」 |
| 47 | 07月06日 | 桃園怜奈、GO!皆川、瀬戸口（マインズ マネージャー）                                                                                    | 武者慶佑（日本グミ協会名誉会長） | ×純文学少女歌劇団「カレイドスコープ」 |
| 48 | 07月13日 | GO!皆川 | 石丸伸二、アイスマン福留 | AKB48「恋 詰んじゃった」 |
| 49 | 07月20日 | | GO!皆川、松丸友紀、青木宏行（bis編集長）、レジェンド松下                                                                              | ≒JOY「体育館ディスコ」 |
| 50 | 07月27日 | | GO!皆川、TAIGA | 南野陽子「吐息でネット。」 |
| 51 | 08月03日 | | 徳井健太（平成ノブシコブシ）、ジャンボたかお（レインボー）、GO!皆川、#2i2、僕が見たかった青空、衛星とカラテア                         | TIF×フジコスペシャルコラボ #2i2×小杉「アイドル(YOASOBI)」 私立恵比寿中学×沖・髙村・坂本・藤本・多田・山下「トーキョーズ・ウェイ！」「ウェーイTOKYO」 僕が見たかった青空「好きになりなさい」 衛星とカラテア×今井・上杉・久木田「僕は僕を好きになる（乃木坂46）」   |
| 52 | 08月10日 | TAIGA | GO!皆川 | fripSide（上杉真央、阿部寿世）「Red Liberation」 |
| 53 | 08月17日 | 現役女子大生 フジコーズの生でやっちゃった大賞 TIF2024 真夏のステージで生ライブ TV初披露 フジコーズ2ndシングル「キスから始めましょう」 | 現役女子大生 フジコーズの生でやっちゃった大賞 TIF2024 真夏のステージで生ライブ TV初披露 フジコーズ2ndシングル「キスから始めましょう」 | 現役女子大生 フジコーズの生でやっちゃった大賞 TIF2024 真夏のステージで生ライブ TV初披露 フジコーズ2ndシングル「キスから始めましょう」 |
| 54 | 08月24日 | | 徳井健太（平成ノブシコブシ）、栗谷（カカロニ）、ラフ×ラフ、WHITE SCORPION、高嶺のなでしこ                                             | 「お台場冒険王」公開収録前編 ラフ×ラフ「かわいいスイッチ」 WHITE SCORPION「動く唇」 |
| 55 | 08月31日 | | 徳井健太（平成ノブシコブシ）、栗谷（カカロニ）、ラフ×ラフ、WHITE SCORPION、高嶺のなでしこ                                             | 「お台場冒険王」公開収録後編 高嶺のなでしこ「モテチェン」 高嶺のなでしこ×笠野・髙村・久木田「可愛くてごめん（HoneyWorks）」 ラフ×ラフ×今井・上杉・小杉・鈴木「考える時間をください」 WHITE SCORPION×雨宮・沖・入山・坂本・藤本「Everyday、カチューシャ（AKB48）」 |
| 56 | 09月07日 | | 僕が見たかった青空 | 僕が見たかった青空「スペアのない恋」 |
| 57 | 09月14日 | ゆきぽよ、今井マサキ、金髪りさ | スタッフーズ（大野（音声、フジテレビジョン）、渡辺（美術、チトセアート）、佐藤（ディレクター、ジーヤマ））                            | HKT48「僕はやっと君を心配できる」 |
| 58 | 09月21日 | GO!皆川、田中美久、中井りか | | NGT48「一瞬の花火」 |
| 59 | 09月28日 | GO!皆川、田中美久 | 佐藤佳奈子・和智日菜子（フジコーズ卒業生）                                                                                            | 塚☆リカ「私をさらってプロデューサー」「Limited Dance」 |
| 60 | 10月12日 | 2ndシングル「キスから始めましょう」 ヒット祈願宮古島ロケ                                                                              | 2ndシングル「キスから始めましょう」 ヒット祈願宮古島ロケ                                                                              | 2ndシングル「キスから始めましょう」 ヒット祈願宮古島ロケ |
| 61 | 10月19日 | GO!皆川、堤下敦（インパルス） | | SKE48「告白心拍数」 |
| 62 | 10月26日 | 今井マサキ、えなこ、GO!皆川 | | フジコーズ（雨宮・上杉・上西・久木田・髙村）『ULTRA JAPAN 2024』体験レポート VTR出演：TJO（Takeru John Otoguro）・Afrojack（共にDJ） |
| 63 | 11月02日 | GO!皆川、宅見将典（作曲家）、バイク川崎バイク                                                                                         | | 矢作萌夏「満たされない」 |
| 64 | 11月09日 | GO!皆川 | VTR出演：西村誠司（エクスコムグローバル代表取締役社長）                                                                               | |
| 65 | 11月16日 | 安藤令奈（フジコーズ卒業生）、北野日奈子                                                                                              | フジコーズ卒業生（井手美希・エブラヒミ椎菜・佐藤佳奈子・出町杏奈・友恵温香・松尾実李果・山中ありさ・和智日菜子）                      | |
| 66 | 11月23日 | | 僕が見たかった青空（塩釜菜那・須永心海・西森杏弥・早﨑すずき・持永真奈・柳堀花怜・吉本此那）                                          | 僕が見たかった青空「好きすぎてUp and down」 |
| 67 | 11月30日 | GO!皆川、フジコーズファンの皆様 | | ラフ×ラフ（齋藤有紗を除く）「超めっちゃ“キュン”でしょ?」 |
| 68 | 12月07日 | GO!皆川 | | |
| 69 | 12月21日 | | 【ツインプラネット感謝祭×オールナイトフジコ】 IMALU、おじゃす、鈴木奈々、須田亜香里、ミチ＆よしあき、矢吹奈子 / 矢嶋健二              | フジコーズ（笠野を除く）「キスから始めましょう」フルver. |

### 2025年（令和7年）
| 回 | 放送日   | フジコネシート | ゲスト | オールナイト生ライブ |
| -- | -------- | --- | --- | --- |
| 70 | 01月11日 | GO!皆川、東愛花 | 新浜レオン、ママタルト（大鶴肥満・檜原洋平）                                                                                                 | AKB48「なんてったってアイドル」 |
| 71 | 01月18日 | GO!皆川、東愛花、ママタルト | | フジコーズ（雨宮・藤本・三好）「僕たちのforgive」 ※オープニング |
| 72 | 01月25日 | GO!皆川 | | |
| 73 | 02月01日 | GO!皆川 | | Rain Tree（綾瀬ことり・遠藤莉乃・加藤柊・佐藤莉華・鈴野みお・新野楓果・橋本真希）「I L U」 |
| 74 | 02月08日 | GO!皆川 | MATSURI | MATSURI 「アヴァンチュール中目黒」 |
| 75 | 02月15日 | GO!皆川 | | |
| 76 | 03月01日 | MC4人が選ぶ フジコーズ楽曲「めちゃ好き」ランキング発表！ 「フジコvsスタッフ カラオケバトル」佐久間・森田・伊藤 MC3人の未公開カラオケ一挙公開 | MC4人が選ぶ フジコーズ楽曲「めちゃ好き」ランキング発表！ 「フジコvsスタッフ カラオケバトル」佐久間・森田・伊藤 MC3人の未公開カラオケ一挙公開 | 【フジコーズ楽曲「めちゃ好き」ランキング】 1位：「We're フジコーズ」 2位：「僕たちのforgive」（雨宮・藤本・三好） 3位：「ウェーイTOKYO」 4位：「キスから始めましょう」 5位：「思い出泥棒」（上西・鈴木・多田・三好・山下） 6位：「渋谷センター街」（卒業生） ※番外編・カバー楽曲 「Everyday、カチューシャ」（AKB48） 「Friday overnight」（ヘッドフォンの中の世界） |
| 77 | 03月08日 | | GO!皆川 | |
| 78 | 03月15日 | GO!皆川、デミルハン・デミル（不死身のレモン水）                                                                                              | | |
| 79 | 03月22日 | GO!皆川、ムラムラタムラ、茂出木浩司、ユビッジャ・ポポポー、バイク川崎バイク                                                                  | 峯岸みなみ、イジリー岡田、生瀬勝久 | |

## 主なコーナー

### さらば森田のサウナトーク
森田とフジコーズが個室サウナに入りトーク。毎回前半後半に分かれ2人のフジコーズがサウナに入る。トーク内容がやや過激な内容だと判断した場合、MC席にあるカフで佐久間はトーク内容に沿って楽曲をかけて森田とフジコーズの音声を聞こえなくする。
| 回     | 放送日         | フジコーズ                                                                | 出典    |
| ------ | -------------- | ------------------------------------------------------------------------- | ------- |
| vol.1  | 2023年04月15日 | 出町杏奈、松尾実李果                                                      | [ 106 ] |
| vol.2  | 05月06日       | 雨宮凜々子、今井陽菜                                                      | [ 107 ] |
| vol.3  | 06月03日       | 鈴木心緒、髙村栞里                                                        | [ 108 ] |
| vol.4  | 09月16日       | 上杉真央、和智日菜子                                                      | [ 109 ] |
| vol.5  | 11月11日       | 井手美希、藤本理子                                                        | [ 110 ] |
| vol.6  | 12月02日       | 入山七菜                                                                  | [ 111 ] |
| vol.7  | 2024年01月13日 | 和智日菜子、久木田帆乃夏                                                  | [ 112 ] |
| vol.8  | 03月02日       | 坂本結菜、山中ありさ                                                      | [ 113 ] |
| vol.9  | 06月01日       | 上西萌々、多田七帆                                                        | [ 114 ] |
| vol.10 | 06月22日       | 三好菜乃、山下未愛                                                        | [ 115 ] |
| vol.11 | 08月03日       | 伊藤ゆず(僕が見たかった青空)、 久木田帆乃夏・久木田菜々夏(衛星とカラテア) | [ 116 ] |

### フジコーズのツギクルコロシアム
現時点では有名じゃないけれどこれから来そうな人を流行に敏感な女子大生のフジコーズがプレゼンする。MC票と視聴者票1票でジャッジされ、勝者のツギクルな人にはフジコ助成金が送られ、プレゼンをしたフジコは次回もプレゼン権が継続する。
| 回    | 放送日         | 勝者               | 敗者                   | 出典    |
| ----- | -------------- | ------------------ | ---------------------- | ------- |
| vol.1 | 2024年02月03日 | あっち先生（松尾） | をとは（小杉）         | [ 117 ] |
| vol.2 | 03月09日       | あっち先生（松尾） | しんたか（雨宮、友恵） | [ 118 ] |

### お笑いスター発掘!フジコロシアム
番組から新たなお笑いスターを発掘しようという企画。9月16日放送分からスタート。フジコーズ屈指のお笑い好きである佐藤佳奈子とスタッフ、数多くのお笑いライブを主催する芸能事務所「K-PRO」代表の小島気奈らが選んだ若手芸人がネタを披露し、フジコーズによる審査で最終的に最も面白かった芸人を決める。優勝した芸人は次回も番組に出演し、ネタを披露する。5週連続勝ち抜きで番組レギュラーになれる予定だったが、2023年内に5週連続勝ち抜きの芸人が出なかったため、Vol.8をもって終了した。
| 回    | 放送日         | 優勝                        | 敗退                                 | 出典            |
| ----- | -------------- | --------------------------- | ------------------------------------ | --------------- |
| vol.1 | 2023年09月16日 | 群青団地（1週勝ち抜き）     | めっちゃ最高ズ、ねじれネジ、惹女香花 | [ 119 ]         |
| vol.2 | 09月30日       | 群青団地（2週勝ち抜き）     | ジャンク、兄弟                       | [ 120 ]         |
| vol.3 | 10月14日       | いろはラムネ（1週勝ち抜き） | ポテトカレッジ、群青団地             | [ 121 ] [ 122 ] |
| vol.4 | 10月21日       | いろはラムネ（2週勝ち抜き） | 無尽蔵                               | [ 123 ]         |
| vol.5 | 10月28日       | いろはラムネ（3週勝ち抜き） | マリーマリー                         | [ 124 ]         |
| vol.6 | 11月11日       | サンタモニカ（1週勝ち抜き） | 忠犬立ハチ高、いろはラムネ           | [ 125 ]         |
| vol.7 | 12月02日       | サンタモニカ（2週勝ち抜き） | キッスエンドラン                     | [ 126 ]         |
| vol.8 | 12月16日       | サンタモニカ（3週勝ち抜き） | ナユタ                               | [ 127 ]         |

### フジコベストナイン選抜バトル
- 2023年8月26日放送分のオープニングにてメインMCの佐久間から番組の総合プロデューサーを務める秋元康が作詞を手掛けるフジコーズのデビューシングル発売が発表された。ただし、デビューシングルで歌えるのは1期生とこのあと加入する2期生合わせて15人であることも同時に発表された。このため、デビュー曲のメンバーを選抜するためのフジコベストナイン選抜バトルを開催することになった[128]。
- 1回戦はフジコーズの中で最も「盛り上げ力」があるのは誰なのかを決める「アゲアゲカラオケ選考」。レギュラーの峯岸・村重による事前審査（放送を欠席した笠野咲藍は動画による審査）で上位となった沖玲萌・佐藤佳奈子・出町杏奈・友恵温香の4名が生放送で改めてもう1曲披露し、スタジオのMC陣による審査の結果、T.M.Revolutionの「HOT LIMIT」をパフォーマンスした友恵温香が優勝した[128]。
- 2回戦はフジコーズの中で最もメイクが上手いのは誰なのかを決める「フジコーズセルフメイクランキング」。すっぴん写真とメイク後の写真のビフォーアフターを見て、メイクアップアーティストの石川ユウキによる審査により、エブラヒミ椎菜が優勝した。
- 3回戦はフジコーズが音楽番組に出演した際にトーク力があるのは誰なのかを決める「フジコトーク力選手権」。フジコーズが3チームに分かれ、制限時間2分でMC陣からの質問に答えていき、最終的に峯岸・村重による審査で最もトークが上手かったチームを決める。1番最初にトークをした佐久間チーム（髙村・佐藤・友恵・上杉・和智）が優勝。
- 4回戦は隠し撮りでフジコーズの人間性を検証。フジコーズ内のルールで違反となっているLINE交換を番組スタッフ（当該回をもって番組を卒業するディレクターの玉野鼓太郎）から持ち掛けられた場合、彼女らがLINE交換をするのか否かを検証。安藤と髙村以外のフジコーズはLINE交換したものの、業務連絡程度のやり取りであったため、お咎めなしとされた。（佐藤と友恵は隠しカメラの存在に気づいたため、ノーカウント、小杉は番組開始までにLINEをブロック）この他に楽屋にフジコーズの2期生オーディションに関する社外秘資料が置かれていたら、覗き見してしまうのかどうかも検証したが、こちらは隠しカメラの存在に数名のフジコーズが気づいてしまったため、お蔵入りとなった。
- 最終戦はフジコ達の写真を持ったスタッフが街頭インタビューで推しフジコを調査する「推しフジコランキング」。その結果、小杉怜子が100人中20人から票を集め、1位に輝いた[129]。
- 選抜バトルの結果、友恵・小杉・エブラヒミ・沖・笠野・上杉・雨宮・今井・髙村の9名がデビューシングルの選抜メンバーに選ばれた。なお、10月20日放送分にて、2期生6名が新たに加入した他[130]、選抜漏れした1期生6人によるカップリング曲の制作も発表された[131]。
- 10月27日放送分でデビューシングルのタイトルが「ウェーイTOKYO」で12月13日に発売されることと、センターを友恵温香が務める事も発表された[132]。

| 名前   | 1回戦 | 2回戦 | 3回戦 | 4回戦 | 最終戦 | 他 | 計 |
| ------ | ----- | ----- | ----- | ----- | ------ | -- | -- |
| 雨宮   | 10    | 15    | 0     | 0     | 7      | 10 | 42 |
| 安藤   | 06    | 1     | 0     | 15    | 7      | 0  | 29 |
| 今井   | 10    | 11    | 0     | 5     | 2      | 10 | 38 |
| 上杉   | 08    | 6     | 10    | 0     | 9      | 10 | 43 |
| エブラ | 07    | 30    | 0     | 3     | 8      | 0  | 48 |
| 沖     | 15    | 7     | 0     | 5     | 11     | 10 | 48 |
| 笠野   | 0     | 8     | 0     | 5     | 20     | 10 | 43 |
| 小杉   | 02    | 10    | 0     | 3     | 30     | 15 | 60 |
| 佐藤   | 11    | 0     | 10    | 10    | 2      | 10 | 33 |
| 鈴木   | 04    | 9     | 0     | 3     | 4      | 0  | 20 |
| 高村   | 01    | 5     | 10    | 15    | 7      | 0  | 38 |
| 出町   | 20    | 3     | 0     | 0     | 5      | 0  | 28 |
| 友恵   | 30    | 20    | 10    | 0     | 15     | 15 | 90 |
| 松尾   | 04    | 2     | 0     | 3     | 2      | 15 | 26 |
| 和智   | 05    | 4     | 10    | 5     | 11     | 0  | 35 |

### スナックおもいのたけ
吐き出したい思いがあるゲストやフジコ達が森田がママに扮するスナックで思いの丈を吐き出したあと、カラオケで曲を歌い、心の垢を落とす。
出典：
| 回    | 放送日        | ゲスト                                                                           |
| ----- | ------------- | -------------------------------------------------------------------------------- |
| vol.1 | 2024年6月15日 | 畠中悠（オズワルド）、佐久間宣行、東ブクロ（さらば青春の光）、笠野咲藍、鈴木心緒 |
| vol.2 | 6月29日       | 加護亜依、久保田かずのぶ（とろサーモン）、三好菜乃                               |
| vol.3 | 7月20日       | 松丸友紀、上杉真央                                                               |
| vol.4 | 12月20日      | おじゃす、鈴木奈々                                                               |
| vol.5 | 2025年1月10日 | 新浜レオン、ママタルト、雨宮凜々子、今井陽菜、久木田帆乃夏                       |

### その他
- コネさえあれば誰でも座れる!フジコネシート ‐ 出演者、スタッフに、コネさえあれば誰でも座れるVIPシートの出席者を村重が紹介する。
- 鉄棒ぷるぷるコマーシャル ‐ 鉄棒にぶらさがり耐えられた時間だけ宣伝できる。第2回以降は「フジコマーシャル」として毎回アトラクションが変えられている[134]。
- オールナイトフジの過去映像をみんなでみてみよう ‐ オールナイトフジコの前身番組「オールナイトフジ」の映像を紹介する。初回は「あなたのパンツ見せてください」と「アダルトビデオ紹介コーナー」。第1回で終了。
- 視聴者の皆さまへのプレゼント ‐ フジコーズによる生コマーシャルコーナー。
- オズワルド伊藤の無料案内所 ‐ コロナ禍で人とあまり触れあえずに青春を過ごしたフジコーズのため、人生における相談相手を案内する。第1回で終了。
- 生放送で何かしたい人 大募集! ‐ 18歳以上の何かをしたい人をプロ、素人問わず募集する。第2回以降はゴングショー形式となり、第3回ではスタッフの検閲をクリアした集合者による『生放送で何かしたい人ゴングショー』にコーナー名も改められた（「大募集!」も集合者を映すコーナー名として継続使用）[135]。
- オールナイト生ライブ ‐ ライブコーナー。初回は真心ブラザーズが出演。
- アピれるどうぶつの森 ‐ 第2回で放送。覆面姿のグラビアアイドル10名が椅子取りゲーム等で1番を競う企画。1位のアイドルは覆面を取ることができる。番組放送中読売テレビ『浜ちゃんが!』内のコーナー「テレビに出たい娘ダービー」の丸パクリであることが発覚し、謝罪した[136][137]。
- 夢がモリモリ フジコくじ ‐ 後述のLINEコーナーを再構成したコーナー[135]。選抜されたフジコーズ3名に来てほしい視聴者の「してほしいこと」を、第2回ではLINE、第3回以降は番組TwitterのDMで受け付ける[135]。生放送での移動時間の都合から移動範囲は都内限定。
- フジコを知ろう - 様々な企画を通してフジコーズ15人の素顔に迫る企画。1回目はフジコーズにドッキリを仕掛け、彼女達の本音を引き出した。2回目はルーレットで当たったフジコーズのスマホの中をチェックする企画、3回目は「歌うまフジコ決定戦」と題してフジコーズの歌姫を決める企画を放送。乃木坂46の「サヨナラの意味」を歌った和智日菜子が優勝。その後、10月28日放送分で第2回が行われ、長山洋子の「じょんがら女節」を歌い、和智が連覇を達成した[138]。4回目は「フジコを育てた!おふくろの味」と題してフジコーズの家庭料理を紹介し、事前にMCが選んだ料理を料理研究家のあまこようこが生で調理し、試食する企画を放送[139]。なお、「フジコを育てた!おふくろの味」として紹介された出町杏奈の「貝焼き味噌」、小杉怜子の「ハートの玉子焼き」、エブラヒミ椎菜の「にんじんしりしり」（エブラヒミの出身地である沖縄県の郷土料理）、雨宮凜々子の「プチトマトの肉巻き」は「お台場冒険王」のキッチンカーで販売された[140][141]。
- フジコの初体験 - フジコーズが初めて経験することにスポットを当てた企画。1回目は20歳の誕生日を迎えた今井陽菜が初めて合コンをする模様と、小杉怜子が初めてお酒のおつまみを作る様子を放送[142][143]。
- フジコエモうた歌謡祭 - フジコーズが歌の上手さだけでなく歌の表現力や歌う歌にまつわるエピソードなどの「エモさ」で対決する企画。生放送前にカラオケの精密採点による予選を行い、上位3名が決勝戦に進出。審査の結果、BEGINの「島人ぬ宝」を歌ったエブラヒミ椎菜が優勝[144]。
- こすこすこクッキング→レタッチクッキング - 以前放送した小杉怜子の料理コーナーが好評だったことからコーナー化。「こすこ」とは小杉の愛称のことで、このコーナーを通して視聴者に「こすこすこ」（小杉好き）と思ってもらえるような手料理を生放送で作る。初回はロールキャベツを作った[145]。第2回目はコーナー名を「レタッチクッキング」に改め、小杉が作ったエビチリを料理研究家のあまこようこが修正した[146]。第3回目はフジコーズの中でも料理が得意な出町杏奈と塩焼きそばで料理対決を繰り広げた（対決の結果、出町が勝利）[147]。
- フジコかくし芸大会 - フジコーズがこのために特訓した一芸を披露する。その模様は年末年始に放送される予定。企画はかつてフジテレビで放送されていた新春恒例の長寿番組「新春かくし芸大会」に倣っている。
- 踊れるフジコを探せ!Habit選手権 - フジコーズがSEKAI NO OWARIの「Habit」のダンスに挑戦。事前に行われた予選の上位3名が決勝戦進出。「Habit」の振付を務めたパワーパフボーイズによる審査の結果、安藤令奈が優勝[148]。
- フジコすぎて伝わらないモノマネ選手権 - モノマネタレントのみかんによるレクチャーのもと、フジコーズがモノマネを披露。柴田理恵のモノマネをした佐藤佳奈子が優勝。なお、このコーナーのフォーマットはフジテレビ系列で不定期に放送されている「細かすぎて伝わらないモノマネ選手権」に倣っている[149]。
- フジコーズ学力テスト - フジテレビ系列で放送されており、レギュラーの村重が出演している「呼び出し先生タナカ」とのコラボ企画。フジコーズが国語、数学、英語、理科、社会の5教科500点満点のテストに挑戦し、その順位を発表する。第1位は小杉怜子で448点。最下位は出町杏奈の47点。なお、このコーナーには「呼び出し先生タナカ」で演出を務める日置祐貴もスタジオに駆け付けていた[150]。
- フジコのハチャメチャ生運動会 - 以前の「フジコーズ学力テスト」の結果により、フジコーズが峯岸がキャプテンを務める「チームかしこ」と村重がキャプテンを務める「チームおバカ」に分かれ、「ビーチフラッグ」「相撲」「障害物競走」「17.5メートルシャトルラン」「大縄跳び」の5種目で競い、総合ポイントが高かったチームが優勝。今回は72対50で「チームおバカ」が優勝した。なお、負けた「チームかしこ」のメンバーには昆虫食フルコースの罰ゲームが用意された[151]。
- フジコが女優になる日 ‐ 番組公式Twitter及びTikTokにアップされたフジコが演じる妄想劇場を「silent」を手掛けたドラマプロデューサーの村瀬健が評価し、上杉真央、佐藤佳奈子、友恵温香が上位3名となり、髙村栞里が最下位となった。上位3名がエチュード企画で村重一推しの俳優の高橋健介が相手役となり、演技力をチェック。佐藤が1位となり、村瀬健が手掛けるドラマへの出演を検討してもらう権利を得た。その後、最下位の髙村がゲストの皇治を相手にエチュード企画をやる流れとなり、実際に演技をし、涙を流すなどの意外な才能が開花し、その後、ABEMAの番組で共演した出町杏奈と松下▽とのエチュードも披露された[152][153][154]。
- フジコ オリジナルドリンク選手権 ‐ フジコたちにオリジナルのドリンクを考え、それを料理研究家のあまこようこがドリンクにして、上位2名、最下位1名を発表。友恵が1位となったが、出来が芳しくなくお台場冒険王での発売は見送られた[152][155]。
- フジコレクション ‐ 8月19日放送回のオープニングで開催された。TGCとコラボ企画で、初デートの勝負服というテーマに合わせたコーデでフジコーズがランウエイオーディションに挑戦し、上位1名がTGCに出場できるとされた。1位には上杉真央が選ばれ、9月2日に開催されたTGCに出演した。その後、2位の雨宮凜々子はTGC北九州、3位の友恵温香もTGCフェス山梨にそれぞれ出演した[156]。
- フジコーズスマブラ王決定戦 - TIFで缶バッヂを完売させた小杉怜子発案のご褒美企画。まず、フジコーズたちの中で「大乱闘スマッシュブラザーズSPECIAL」経験者の上杉真央、笠野咲藍、松尾実李果（佐藤佳奈子も経験者だが今回欠席のため不参加）で予選を行い、上杉が勝ち上がり小杉への挑戦権を得、小杉と上杉で対決し小杉が勝利した。その後、芸能界スマブラ王と称される東京ホテイソンのショーゴと、フジコネシートからDJ社長が参戦し、優勝者の小杉と3者で決勝を行い、DJ社長が優勝し、優勝商品のフジコアクリルキーホルダーをゲットした[156]。
- オールナイトフジコ LINEスタンプを作ろう - フジコのLINEスタンプを作ってほしいとの声に応え、作成。9月16日放送分の直前からLINEのスタンプショップで発売されている[156][157][158]。
- 友恵温香の催眠術にかかりたい! - TIFで缶バッジを完売させた友恵温香発案のご褒美企画。催眠術界の巨匠・十文字幻斎の愛弟子である催眠術師のじゅんいちが生放送で友恵にMC陣が同級生に見える催眠や、大嫌いな昆虫食が好物の鶏の唐揚げに見える催眠などをかけた[159]。
- 完全新作!激辛アレンジ料理開発対決 - お台場冒険王で販売する激辛料理をフジコーズの中でも激辛好きである沖玲萌と鈴木心緒、それにゲストのメキシコ大使館元シェフのビクトルが考案。スタジオメンバーの試食などからビクトルの「ブートスコーピオン牛タン」が選ばれ、お台場冒険王の美男美女キッチンカーで販売された[160]。
- I'mdonut?とのコラボ商品開発 - 行列が出来る人気を誇るドーナツ店「I'mdonut?」[注 32]と番組のコラボ商品をフジコーズの上杉真央・笠野咲藍・佐藤佳奈子・友恵温香・和智日菜子が考案。最終的にメインMCの佐久間による判断で友恵の「ホットドッグ」がコラボ商品の案として番組側からオーナーの平子に提案されることとなり、9月30日放送回で発案者の友恵が平子にコラボ商品の提案をしに行く様子が放送された。なお、コラボ商品のホットドッグの試作品は番組の物販イベントでも販売された。
- フジコの休み時間 - フジコーズが休み時間等のちょっとした時間に出来るおすすめのアプリを紹介する企画。初回はスマホゲームの「ロブロックス」を雨宮凜々子と小杉怜子が紹介し、実際にスタジオでMC陣とプレイしたほか、2回目は小杉と2期生の坂本結菜が「東方幻想エクリプス」をプレイしながら、YouTubeのゆっくり解説風にルールや遊び方を説明する様子が放送された[161][162]。
- フジコパワーアップ大作戦 - 「箱の中身はなんだろな」や「激辛わさび寿司」等、ベタなバラエティ番組のゲーム企画でのリアクションなどからフジコーズのバラエティ力がどれだけあるのかを探る企画[163]。
- お年玉争奪!ガチンコ騎乗バトル - フジコーズが1期生チームと2期生チームに分かれ、「騎乗糸通し」[注 33]等のロデオマシーンを使った様々な種目で対戦する。それぞれの種目で勝利者には賞品としてお年玉を贈呈。なお、このコーナーの進行は昨年末の放送をもって終了した「お笑いフジコロシアム」で最後まで勝ち残ったサンタモニカが務めた[164]。
- フジコ vs 僕青  真冬の合同大運動会 - フジコーズと僕が見たかった青空[注 34]が「風船大縄跳び」「バブルボール相撲」「ドッジボール」「浮島飛び乗り」「リレー」の5種目で対決し、総合得点が高かったチームの優勝。結果は110対0でフジコーズが圧勝した。負けた僕が見たかった青空チームにはビリビリの罰ゲームが執行された[165]。
- サクマサバイバー! - フジコーズへの愛が足りないメインMCの佐久間宣行にフジコ達が自身の特技をアピールして、もっと推してもらおうという企画。勝ち残り形式で「推されコーディネート対決」「推されクッキング対決」「マッサージ対決」「決勝戦」を経て、最終的に勝ち残ったフジコを佐久間が面倒を見ていくことに。結果、上杉真央が優勝し、佐久間が手掛ける作品への出演が決まった。なお、コーナータイトルの「サクマサバイバー!」は佐久間が企画・プロデュースを手掛ける「トークサバイバー!」（Netflix）から取られている[166]。

- フジコーズ大反省会 - 番組開始から約1年経ち、様々な経験を積んだフジコーズだが、その反面、番組関係者からはクレームもちらほら出てきたということで、この際にそれらのクレームをまとめて発表し、フジコ達に更なる成長を促そうというコーナー。番組内では美術・カメラ・音声・イベント・制作の各スタッフとレギュラーの峯岸・村重からのクレームが紹介された。[167]
- 真夜中の生握手会 - 握手会対応が苦手なフジコーズ（雨宮凜々子・安藤令奈・エブラヒミ椎菜・笠野咲藍・松尾実李果）が公式ファンクラブの抽選で集まった89人のファンと番組内で生握手会をし、苦手を克服しようというコーナー。握手会前にはゲストの徳井健太（平成ノブシコブシ）とのデモンストレーションも行われた。なお、この握手会企画の募集はフジコ達には内緒で行われていた。[168]
- フジコーズママパパタレコミ大賞 - フジコ達を一番近くで見てきた親御さんにアンケート調査を行い、番組では見せていない知られざる素顔を深掘りしようというコーナー。最終的にメインMCの佐久間が大賞を決める。大賞は「いきなり美川憲一のモノマネをする」という藤本理子の母親のタレコミに決まり、優勝賞品としてフジコネシートにゲストとして来ていたたいめいけんの茂出木浩司シェフの特製「たんぽぽオムライス」が贈られた。[169][170]
- シゲちゃんを超えろ!フジコーズバラエティ担当選抜バトル - 4年生のバラエティ担当が卒業したことに伴い、番組レギュラーの村重杏奈のようなフジコーズの新たなバラエティ担当を発掘しようという企画。バラエティ番組でベタな「大喜利対決」「食レポ対決」[注 35]「パンスト相撲対決」を行い、上杉真央が優勝し、フジコーズの新バラエティ担当となった。[6]
- モリタサバイバー～森田が喜ぶと生き残れるフジコ～- MC森田の推しフジコだった和智が卒業したため、新たな推しを探す企画。企画を伏せた状態で事前アンケートを行い好きなMCは誰かを聞き、森田と答えた今井と坂本で「ちょっとエッチなドキドキ朗読対決」[注 36]「森田をドキドキさせろ!添い寝キス対決」[注 37]「森田が好きなら分かるはず!早耳ちゅ～森田クイズ」[注 38]の対決を行い、2対1で今井が勝ち、森田の推しフジコに決定した。結果、森田の私物のパーカーがプレゼントされた。
- すぐやるグランプリ - 生放送において大切な行動力があるフジコは誰なのかを決める企画。「激クサ顔面パイ」「カエルさんお引っ越し対決」「すぐやるトライアスロン」の3種目を行い、雨宮凜々子が優勝し、賞品としてタクシーチケットを獲得した。[171][注 39]
- 伊藤軍 vs 森田軍 真夜中のフジコバトル - フジコーズが伊藤率いる伊藤軍と森田率いる森田軍に分かれ、「チームメイトを汚せ!ブサイクアート対決」[注 40]「キスで伝えろ!インちゅちゅドン」「ペペに負けるな!ヌルツナ綱引き」[注 41]の3種目を行い、伊藤軍が勝利し、1ヶ月の叙々苑弁当とメイク＆スタイリストつきの権利を獲得した。[172]
- フジコ4連単 - 指定されたお題で視聴者投票を行い、フジコ達はそのお題の1位から4位を自ら予想。的中すれば賞金10万円を獲得。1回目は「一番モテるフジコ」[注 42]「一番おしゃれなフジコ」[注 43]「一番性格がいいフジコ」[注 44]をそれぞれ予想、2回目は3期生が「3ヵ月後に一番売れていそうなフジコ」[注 45]を予想した。[173][174]
- フジコ vs 僕青 ドキドキシチュエーションバトル - 以前の運動会企画で惨敗した僕が見たかった青空の持ち込み企画。MCが設定した様々なドキドキシチュエーションで演技を披露し、フジコと僕青のどちらがよりドキドキしたかを判定。最終的には2対1でフジコーズが勝利を収めた。[175]
- フジコパクうまバトル - 2024年2月16日放送分で、オープニングでの『ウェーイTOKYO』のパフォーマンスについて言及した髙村栞里の発言に端を発した企画。[176]アイドルにとって必要不可欠な口パク[注 46][177]が最も上手なのはどのチームなのかフジコーズとゲストのMATSURI[注 47]で対決。なお、フジコーズはAチーム[注 48]とBチーム[注 49]に分かれて対決した。[178]対決の結果、フジコBチームが勝利を収め、賞品としてカラオケ代3万円を獲得した。
- 勝手にフジコランキング - 流行の最先端をいく現役女子大生のフジコーズがテーマに沿ったオリジナルのランキングトップ5を考え披露する。
- ここがヘンだよ!ぶっちゃけフジコ→台本を完璧に演じろ!女優フジコ - フジコーズメンバーの変だなと思うところをメンバー間でぶっちゃけ合う企画という体裁で、フジコ達の演技力を検証した。実際にはこのコーナーでのぶっちゃけは全て偽物であり、事前に配られていた台本通りに演じたものであった。[179]なお、この企画では優勝者が「ミュージックジェネレーション」[注 50]に出演できるとされ、同番組のスタッフもスタジオで審査を行った。その結果、鈴木心緒と入山七菜の2人が出演権を獲得した。[180]
- フジコジャッジメント - 判断が迷う究極の2択のうち、フジコ達がどちらを選ぶかを双方の意見を踏まえて決める。最終的に少数派となったフジコーズには罰ゲーム[181]
- フジコーズサブリーダー選挙 - フジコーズにはいないサブリーダーを決めるべく、立候補した小杉怜子・沖玲萌・鈴木心緒がそれぞれの公約を掲げて演説。視聴者による投票の結果、鈴木がサブリーダーに決まった。[182]
- フジコショッピング - アイドル界にはまだない「通販アイドル」という新たなジャンルを確立すべく、フジコ達が実演販売士のレジェンド松下立ち会いのもと、生放送で商品の実演に挑戦。実際にフジコが実演した商品は視聴者プレゼントとして提供された。
- 俺の宅配ヘビロテグルメ - MC陣が宅配でよく頼むグルメをプレゼンし、視聴者による投票でMVPを決める。[183]
- MBTI選手権 - 性格診断として話題のMBTIを使ってMC陣が16タイプのどれに当てはまるかを予想し、見事全て的中したら賞金10万円を獲得出来る。予想の結果、沖玲萌がMC陣全員のMBTIを的中させ、賞金を獲得した。[184]
- 現役女子大生フジコーズの生でやっちゃった大賞 - 番組開始からおよそ1年半の放送のなかでMC陣の印象に残っているシーンをランキング形式で発表する総集編。[185]
- 真夜中の坂青3競技ガチンコバトル - フジコーズと僕が見たかった青空が「坂道の向こうには青空が広がっていた。」[注 34]で行った「デコフライキャッチ」[注 51]「耐久つまようじ」[注 52]「風船リレー」[注 53]の3種目で対決し、勝敗を決める。対決の結果、僕が見たかった青空が勝利。フジコーズとの対決で初めて勝利を収めた。一方で敗れたフジコーズチームにはビリビリの罰ゲームが執行された。[186]
- フジコーズ vs スタッフーズカラオケバトル - フジコーズ15人[注 54]とスタッフ15人がカラオケの精密採点の合計点数で勝負。事前に予選を行い、各チームの上位3名[注 55]は番組内でもう1曲披露する。最終的にフジコーズが勝利を収めた。[187]
- 踊る!あんな御殿 - 番組レギュラーの村重杏奈のMC力向上を目的とした企画。「恥ずかしかった話」というテーマでフジコ達にトークをしてもらい、村重はそのトークをMCとして回す。村重のトーク後に森田が同様に「ムカついた話」をテーマとしてMCをする「踊る!もりた御殿」も放送された。コーナーのフォーマットは「踊る!さんま御殿!!」（日本テレビ系）に倣っており、最終的には本家の「踊る!ヒット賞」と同様に「踊る!フジコ賞」を決定。メインMCの佐久間の判断で、沖玲萌が選ばれた。[188]
- フジコーズキス王決定戦 - 2ndシングル「キスから始めましょう」のヒットを祈願してフジコ達が「5秒キス顔チャレンジ」「キス障害物競走」[注 56]「ちゅ～ちゅ～うどん」[注 57]の3種目で対決し、最終的に勝ち残ったフジコーズが初代キス王となる。対決の結果、入山七菜が初代キス王となった。[189]
- フジコーズマジのセンター決定戦 - 2ndシングル「キスから始めましょう」でダブルセンターを務めている小杉怜子と沖玲萌のうちどちらが“真のセンター”にふさわしいかを「壁の向こうは誰だろな？」[注 58]「どっちジャッジ」[注 59]「相撲」の3種目で対決して決める。対決の結果、小杉が勝利し真のセンターとなった。[190]
- フジコーズハロウィーンカラオケ王決定戦 - ハロウィーン恒例のカラオケ企画。今年は歌のうまさだけでなく、仮装のクオリティも審査対象となる。歌唱を今井マサキ、仮装をえなこがそれぞれ審査し、50点満点ずつの合計得点上位3名が本放送でもう一度パフォーマンスを披露。予選と同様に審査を行い、最も総合得点が高かったメンバーが優勝。賞品として番組特製カボチャパンツが贈られる。審査の結果、Adoの仮装をして「レディメイド」（Ado）を歌った山下未愛が優勝した。[191]
- PRフジコ - 現役女子大生のフジコーズに紹介してもらいたい商品を企業から募集し、その商品をフジコーズが全力で紹介する。初回は沖玲萌が液晶テレビの「REGZA」を紹介した。
- MCのこと知ってんのかGP - 番組開始から1年半が経ち、MC陣とも関係性を築けてきた中でフジコ達がMC陣についてどれだけ知っているかをクイズ形式で出題。最終的に獲得ポイントが最も高かったフジコが優勝。ポイントの判定はメインMCの佐久間が行い、正解なら5ポイント、不正解だが事実なら3ポイント、面白ければ1ポイントが与えられる。最終的に髙村栞里が優勝を果たした。[192]
- フジコの社会科見学 おねだり社長グランプリ - 有名社長[注 60]の豪邸訪問ロケという体裁でフジコ達がその社長にどれだけおねだりできるかを裏で競う。判定は村重が行い、最終的に合計獲得ポイントが最も高かったフジコが優勝となる。結果、坂本結菜が優勝を果たした。[193]
- 卒業生大集合！クイズKOKAI！コウカイ!! - 2024年3月でフジコーズを卒業した卒業生が“後悔”していることをクイズ形式で“公開”する。現役メンバーは卒業生からのクイズにチーム対抗戦で挑戦し、最終的に最も獲得ポイントが高かったチームが優勝。ポイントの判定はメインMCの佐久間が行い、正解なら5ポイント、不正解だが事実なら3ポイント、面白ければ1ポイントが与えられる。最終的に上杉チーム（上杉・坂本・藤本）が優勝を果たした。[194]
- 絶対に手を抜くな！秋の文化祭バトル - フジコーズと僕が見たかった青空が文化祭にちなんだ3種目（クレープ作り[注 61]・絵描き歌[注 62]・カラオケ[注 63]）で対決し、勝敗を決める。最終的に僕が見たかった青空が勝利した。敗れたフジコーズチームは罰ゲームとしてさらば青春の光が学園祭の記念撮影で撮影したものと同じ寝そべった構図で写真撮影。撮影した写真は番組公式SNSに投稿された。[195]
- フジコーズファン感謝祭 - フジコーズがファンとペアを組み、「騎乗糸通し」「恋人飲みドリンク早飲み対決」[注 64]「見極めわんこそば対決」[注 65]3種目で対決し、最終的に勝ち残ったフジコーズとファンには「ベストカップル賞」として、フジコーズ全員のサイン入りトートバッグとMC陣のサイン入りTシャツが贈られた。[196]
- フジコの大学プレゼンバトル - 大学に通ったことがなく、大学に憧れがあるという村重のために現役女子大生のフジコーズが自身の通っている大学についてその魅力や特徴的なカリキュラムなどについてプレゼンし、最終的に村重が優勝を決める。立教大学法学部をプレゼンした多田七帆が優勝を果たし、賞品として高級筆箱がプレゼントされた。[197]
- イトウサバイバー - 「サクマサバイバー」「モリタサバイバー」に次ぐサバイバー企画となり、唯一推しフジコが決まっていない伊藤の推しフジコを決めるためにフジコ達が「モノボケ」[注 66]「伊藤クイズ」[注 67]「伊藤の心拍数を上げろ！添い寝キス対決」[注 68]の3種目で対決し、最後まで勝ち残ったフジコが伊藤の推しフジコとなることとなったが、事前アンケートの段階で推しMCに伊藤の名前を挙げたのが上西萌々のみという事態となり、急遽、ほかのMCの名前を挙げたメンバーも飛び入りで参加することとなり、[注 69]最終的に入山七菜が優勝を果たした。[198]
- ほーゆなラジオ - フジコ達のやりたいことを叶えるべく、坂本結菜と多田七帆[注 70]が提案したラジオ企画を実施。佐久間をゲストに迎え、番組内で30分の生放送に挑戦した。なお、伊藤と森田も視聴者からのお便りを選別して手渡す作家として参加した。[199]
- フジコのこと知ってんのかGP - 以前行った「MCのこと知ってんのかGP」の逆版としてMC陣がフジコ達のことをどれだけ知っているかをクイズ形式で出題。最終的に最も正解数が多いMCが優勝となる。結果的に森田が優勝を果たすこととなったが、コーナー後のVTRでフジコ達からの好感度が欲しい森田による計算で、クイズの回答を事前に把握した上で参加していたことが判明した。[200]
- フジコーズバレンタインクイーン決定戦 - フジコ達がそれぞれ考えたシチュエーションでMC陣と演技をし、最終的に誰の演技が一番良かったかを演技をしていないフジコ達の投票により決める。MC陣は事前にシチュエーションだけを見てやりたいものを決定。最終的に鈴木心緒が優勝を果たした。[201]
- フジコーズ大運動会 - 番組最終回を前にやりたいこととして運動会を挙げたフジコ達のやりたいことを叶えるべく、大運動会を開催。MCチームとフジコチームに分かれ、「マツケンサンバ玉入れ」[注 71]「パンスト騎馬戦」[注 72]「障害物競走」「大縄跳び」の4種目で対決し、最終的にMCチームが勝利を収めた。敗れたフジコチームには罰ゲームとしてビリビリが執行された。[202]
- フジコーズ卒業制作生ドラマ『佐久間宣行は二度死んだ』 - 鈴木心緒がやりたいこととして挙げていたドラマ制作を実現するべく、何者かに佐久間が殺されたという設定でフジコ達が事件を謎を解く本格派サスペンスを生放送で展開。主演は鈴木とリーダーの藤本理子が務めた。最終的に犯人は番組にレギュラー出演していた峯岸みなみだと判明。峯岸はサプライズ登場という形となった。なお、ドラマの脚本は「おっさんずラブ」シリーズを手掛けた徳尾浩司が担当したほか、ドラマ本編には刑事役として生瀬勝久が登場した。[203]

### 出来事
- 2023年5月19日放送分で写真週刊誌「FLASH」から番組とのコラボのオファーがあり、同誌の副編集長と担当編集立ち会いのもと、水着グラビアを飾るフジコーズを決定[204]。結果、グラビアを飾るのは雨宮凜々子、今井陽菜、笠野咲藍、友恵温香、和智日菜子の5人で、決定した5人のグラビアは6月6日発売号に掲載された[205][206]。
- 2023年6月3日放送分でフジコーズの出町杏奈に週刊プレイボーイからオファーがあり、18年ぶりとなる貝殻水着グラビアが決定。なお、出町のグラビアは7月10日発売号に掲載された[207][208][209]。
- 2023年7月7日放送分で「TOKYO IDOL FESTIVAL 2023」と番組とのコラボが発表。8月4日にフジコネシートの出張版となるコーナー「なぎさのBAR」を開催した[210]。バーテンダー・渚カオリとレギュラーの峯岸みなみがMCを務め、フジコーズのメンバーたちも登場し、「TIF」に出演している現役アイドルと対決した。この他、フジコーズが物販や撮影会などを行った[211][212]。また、同日の生放送でフジコーズと「TIF」出演アイドルとのコラボステージも行われた。[213]
- 2期生も加えた総勢20人のフジコーズ[注 73]が番組レギュラーの村重杏奈と共に11月12日に開催された「TGC teen 2023 WINTER」に出演。「オールナイトフジコステージ」として、ランウェイを歩いたほか、デビューシングル及び番組の宣伝も行った。[214][215]
- デビューシングル「ウェーイTOKYO」の売上上位8名のメンバー（友恵温香・沖玲萌・上杉真央・小杉怜子・入山七菜・久木田帆乃夏・髙村栞里・井手美希）が2023年2月4日にボートレースびわこで初開催されたアイドルイベント「BIWAFES」に出演。彼女らにとって初の野外イベントとなった。同イベントでは「ウェーイTOKYO」ならびにカップリング曲の「思い出泥棒」、番組テーマソングの「Friday overnight」（ヘッドフォンの中の世界）や、以前番組内で#2i2とコラボパフォーマンスを披露したYOASOBIの「アイドル」のほか、同イベントに出演していた君に、胸キュン。の「恋愛警戒警報」、まねきケチャの「冗談じゃないね」も披露した。[216]
- 3期生4人を除く12人が2024年5月25日に富士スピードウェイで行われた「富士SUPER TEC 24時間レース」に公式応援サポーターとして参加。レース発走前には雨宮と沖が国歌斉唱の大役を務めたほか、ステージイベントを行ったり、耐久レースの公式YouTubeチャンネルに出演したほか、フジコーズが考案し、たいめいけんの茂出木浩司シェフが監修を務めたオリジナル丼も販売された。[217]
- 笠野咲藍[注 74]を除く15人のメンバーが今年も8月2日と3日に「TOKYO IDOL FESTIVAL 2024」出演。2ndシングル「キスから始めましょう」を含むステージパフォーマンスを行ったほか、上杉・沖・入山・上西は「週刊プレイボーイ」とのコラボ企画として水着でのステージにも挑戦。さらに、8月3日未明の「オールナイトフジコ」はフジテレビ湾岸スタジオに観覧客を入れての生放送を実施。TIF出演アーティストとフジコーズのコラボ企画が行われ、私立恵比寿中学と沖・髙村・坂本・藤本・多田・山下が「ウェーイTOKYO」（フジコーズ）、久木田の姉の菜々夏が所属する衛星とカラテアと今井・上杉・久木田が「僕は僕を好きになる」（乃木坂46）をそれぞれ披露したほか、番組の人気企画の「騎乗糸通し」に#2i2の天羽希純が挑戦したり、僕が見たかった青空の伊藤ゆずと久木田姉妹による「サウナトーク」も放送された。なお、衛星とカラテアはグループでのテレビ初出演となった。[218][219][220][221]
- 2024年8月14日にはフジテレビが主催する夏の大型イベントである「お台場冒険王」とのコラボ企画としてメインステージでの公開収録を実施。番組で進行を務める佐野瑞樹アナウンサーとバーテンダーの渚カオリ、平成ノブシコブシの徳井健太がMCを務め、フジコーズと3組のアイドル[注 75]が番組の人気企画等で対決を行った。その模様は2週に渡って放送されたほか、3期生4人[注 76]が「お台場冒険王」のレポートを行った様子も同時に放送された。[222][223]

## その他

### フジコーズに関して
- フジコーズのメンバーはALWAYSという芸能事務所に所属しており、メインMCの佐久間が2022年からプロデュースする多人数アイドルユニット「ラフ×ラフ」が所属する芸能事務所でもある。
- 2023年7月1日放送分はオープニングで全員が、番組テーマソングの「Friday overnight」を生歌唱して以降、番組のオープニングやエンディングでほぼ毎回のように同曲が歌われているほか、2023年12月15日放送分ではオープニングでデビューシングルの「ウェーイTOKYO」と「思い出泥棒」、2024年1月12日放送分では「ウェーイTOKYO」のパフォーマンスが行われ、以降オープニングで毎回同曲が歌われているが、先述の理由により小杉・沖・雨宮・鈴木の4人以外のマイクの電源はオンになっていない。2024年8月24日放送分からは「ウェーイTOKYO」に代わり、セカンドシングルの「キスから始めましょう」のパフォーマンスが行われている。[224][225]
- 2023年7月8日放送分は放送日が七夕であるため、全員が浴衣を着て出演したほか、同年10月28日・2024年10月26日放送分はハロウィンの直前ということで全員が仮装をして出演した[226]。
- 2023年8月12日放送回のエンディングにて、メインMCの佐久間から第2期生の募集が発表された。また、8月19日放送回の終了後に番組公式ホームページに第2期生募集要項が掲載、オーディションが行われ、2023年10月21日放送分から2期生6名が新たに加入した。[227][228]
- 2024年1月12日放送回のエンディングにて、メインMCの佐久間から4月以降の番組継続と共に、現在大学4年生のエブラヒミ椎菜、出町杏奈、友恵温香、松尾実李果、和智日菜子[注 77]、井手美希、山中ありさ、5年生の佐藤佳奈子、大学院2年生の安藤令奈[注 78]の9人が3月いっぱいで番組を卒業する予定だと発表された。[229]
- 2024年3月2日放送回にて第3期生の募集が発表された。また、3月9日放送回の終了後に番組公式ホームページに第3期生募集要項が掲載、オーディションが行われ、2024年5月18日放送分から3期生4名が新たに加入した。[230][231]

### 炎上・不祥事
- 初回に当たる2023年4月15日放送分で、番組開始の目玉企画として現役女子大生と生放送中にLINEで繋がれるという企画。フジコーズの名札にあるQRコードを読み取ると、フジコの番組専用LINEアカウントにメッセージが送ることができるという流れで番組が始まったが、フジテレビアナウンサーの佐野瑞樹が「卑猥な言葉や画像を送ったり、誹謗中傷を送ったりするのはやめていただきたい。常識の範囲内でお願いしたい」と生放送中に謝罪する顛末になり、翌週から何もなかったかのように目玉企画はお蔵入りとなった[232][233]。
- 2023年7月1日放送分で、アイドルグループ「ベイビークレヨン」メンバーでプロデューサー兼任の石綿日向子が番組の出演に対して自身のTwitterで批判のツイートをした。番組MCを務める佐久間宣行、伊藤俊介（オズワルド）、森田哲矢（さらば青春の光）から酷い扱いを受けたと番組終了直後に悲しみをつづる。番組内に告知コーナーがあり、石綿がPRする前の出来事から告白がはじまる。「CM中、ピンマイクの音こっちに漏れてるの気づかず、スタジオにいるタレントさんに悪口言われてて全部聞こえて悲しかった」「これが芸能人なんだね。初回から夜中毎週1人でチャンス掴むために頑張ってたけど、ちっぽけな私からしたらただ残酷だった」と悔しさを交えて嘆いた[234]。
- 2023年8月25日放送分の「フジコーズデビューシングルベストナイン選抜バトル」において、フジコーズ屈指の歌唱力を誇り、「歌うまフジコ決定戦」で優勝したことのある和智日菜子がシングルメンバー落選圏の10位に。これを受け、和智は「信じられないです」とショックを露にし、以降のコーナーは憮然とした表情のまま番組終了まで出演を続けた。この件に関して、SNS上では和智に対する誹謗中傷が起こる事態となった。とあるテレビ関係者は「これは木村花さんが自ら命を断った『テラスハウス事件』と同じ構図。番組は彼女のメンタルケアを早急に行うべきでは。」と指摘している[235]。
- 総合演出を務める島田和正がMCの森田哲矢が11月18日に公式YouTubeチャンネルにアップした「ハライチ岩井に続け！！森田と19歳の結婚大作戦！！」と題した動画を告知する森田のX投稿を引用しつつ、「森田さん、近くに19歳4人もいますよ！」と綴り、結果、一部から拒否反応が寄せられ、問題視された。なお、本人はのちに投稿を削除した。[注 79][236]
- 2024年8月9日に放送された「MBTI選手権」についての内容説明の際、「MBTI（R）(Myers-Briggs Type Indicator（R）)」性格検査に関して誤った表現をしたとして、公式ホームページに謝罪文を掲載したほか、同年9月14日放送分のエンディングにて佐野瑞樹アナウンサーが謝罪した。[237][2]

## 放送局
| 放送対象地域 | 放送局                  | 系列           | 放送期間         | ネット状況 | 備考      |
| ------------ | ----------------------- | -------------- | ---------------- | ---------- | --------- |
| 関東広域圏   | フジテレビ(CX)          | フジテレビ系列 | 2023年04月15日 - | 製作局     |           |
| 宮城県       | 仙台放送(OX)            | フジテレビ系列 | 2023年04月15日 - | 同時ネット |           |
| 静岡県       | テレビ静岡(SUT)         | フジテレビ系列 | 2023年04月15日 - | 同時ネット |           |
| 広島県       | テレビ新広島(TSS)       | フジテレビ系列 | 2023年04月15日 - | 同時ネット | [ 注 80 ] |
| 富山県       | 富山テレビ(BBT)         | フジテレビ系列 | 2023年10月14日 - | 同時ネット | [ 注 81 ] |
| 福島県       | 福島テレビ(FTV)         | フジテレビ系列 | 2024年04月06日 - | 同時ネット |           |
| 愛媛県       | テレビ愛媛(EBC)         | フジテレビ系列 | 2024年04月06日 - | 同時ネット |           |
| 高知県       | 高知さんさんテレビ(KSS) | フジテレビ系列 | 2024年04月06日 - | 同時ネット |           |
| 鹿児島県     | 鹿児島テレビ(KTS)       | フジテレビ系列 | 2024年04月06日 - | 遅れネット |           |

## スタッフ

### 最終回時点（2025年3月22日放送分）
- 総合プロデューサー：秋元康
- テーマソング：ヘッドフォンの中の世界「Friday overnight」（Polydor Records / ユニバーサル ミュージック）
- キャラクターデザイン：アサミカヨコ
- タイトルロゴ：Kaho
- 構成：狩野孝彦、竹内浩平、くるぶしかかと（狩野・竹内→以前は週替わり、くるぶし→2024年4月6日 - 最終回）
- ドラマ脚本：徳尾浩司、ニシオカ・ト・ニール（共に#79）
- 美術プロデューサー：三竹寛典（フジテレビ / フジアール）
- デザイン：小濵まほろ（フジテレビ / フジアール）
- アートコーディネーター：村瀬大・中澤琴音（フジアール）
- 美術：上杉真央[注 82]
- 大道具：渡辺桃加（チトセアート）
- 装飾：菊地誠（テレフィット）
- アクリル装飾：伊藤幸枝（ナカムラ綜美）
- 植木装飾：小笠原了平（野沢園）
- メイク：山田かつら
- TD/SW：畠山直人（TPの回あり）
- CAM：村上信介
- VE：田縄陸斗
- 音声：福岡優紀
- PA：長谷川大輔（サンフォニックス）
- CA：舟橋紗優奈
- 照明：萩原勝大
- CG制作：坂田亜希穂、武村吉雄
- マルチ：鈴木泰則
- 編集：有竹克馬（有竹→一時期は毎週）、安田明日香
- MA：藤井啓介（#54・55・79）
- 音響効果：髙橋玲南
- 技術協力：fmt、サンフォニックス、ワンツー・ワンツー、共テレ、テレサイト、放映サービス、田中電設工業、東京TUBE、デジデリック（ワンツー→#42 - 59・61 - 79、テレサイト・田中電設→#1 - 59・61 - 79、TUBE→#1 - 59・61 - 68・70 - 75・77 - 79、デジデリック→#1 - 53・56 - 59・61 - 79）
- TK：髙木美紀、色摩涼（髙木→以前は週替わり、色摩→一時期は毎週）
- デスク：弦牧和子
- 広報：齋田悠（フジテレビ）
- SNS：佐藤佳奈子（2024年11月16日 - 最終回）[注 82][238]
- AD：米谷颯太、野田陸斗、松本皐生
- ディレクター：落岩将平・佐藤圭・澤田陸・浅野風太（共にジーヤマ）、堤啓太（フジテレビ）、花輪研斗（E&W→イースト）（落岩・佐藤(圭)→以前は週替わり、澤田→2024年4月6日 - 最終回、浅野(風)→2024年11月16日 - 最終回、堤(啓)→2025年1月11日 - 最終回、以前はAD、花輪→#1 - 31・33 - 79）
- AP：西脇未樹（ジーヤマ、2023年10月13日 - 最終回）
- プロデューサー：山科智稔（スーパーディレクターズプロジェクトTV）、福永勇樹（ジーヤマ）、上原拓真（フジテレビ）、早川和希（福永→以前は週替わり、上原→2024年3月9日 - 最終回）
- 総合演出：島田和正（フジテレビ、2023年10月27日 - 最終回、以前は演出）
- チーフプロデューサー：松本祐紀（フジテレビ）
- 制作協力：ジーヤマ（以前は週替わり）
- 制作：フジテレビ編成総局バラエティ制作局バラエティ制作センター（2024年6月までは編成制作局バラエティー制作センター）
- 制作著作：フジテレビ

### 過去のスタッフ
- ナレーション：小室瑛莉子（#1・28）・海老原優香（#32）・堤礼実（#53・69）・岸本理沙（#54）・鈴木唯（#55）・川野良子（#60）・榎並大二郎（#64）・小山内鈴奈（#76）（共に各回放送時点でフジテレビアナウンサー）
- 構成：樅野太紀、ビル坂恵、片岡章博、川嶋結衣（川嶋→ - 2024年3月23日）
- SW：高瀬和彦（以前はTD/SW兼務）
- VE：杉本雄亮、松田和樹、皆本翔太
- 音声：成澤隆介
- PA：本田一智・秋野岳夫・大島啓光・白鳥慎一郎（共にサンフォニックス）
- CA：竹内萌華、藤枝美咲子
- 照明：楢橋秀満
- マルチ：河本祥太、酒井勇輔、石野創太
- 編集：葉柴栄次、林迪晴、髙島一輝、藤田拓斗、安藤奏美、山本裕希
- MA：泉英理奈（#1 - 53・56 - 59・61 - 68・70 - 75・77・78）、宮本将希（#60・69・76）
- 楽器：鈴木大輔
- 技術協力：株式会社沖縄映像センター（#60）
- 衣装協力：FAIRFAX COLLECTIVE、dazzlin（#40・41）
- 協力：楽天チケット、IOSYS、PEAK&PINE、To the sea、有限会社バーデン・伊藤タケノリ（以上、#33）、ペペ（#37）、書肆ひやね・マイクロブタのるぅ（以上、#43）、株式会社アイエスアイ・春日井製菓・カンロ・クラシエ・全国農協食品株式会社・ノーベル製菓・不二家・ブルボン・UHA味覚糖・三菱食品（HARIBO）・明治（以上、#47）、井村屋・江崎グリコ・サーティワン アイスクリーム・シャトレーゼ・縄文あいす ひとは館・ハーゲンダッツジャパン・森永製菓・森永乳業・ロッテ（以上、#48）、赤坂イマカツ・大阪王将・グリーンヨーグルト Gut Health・CRISPY CHICKEN n' TOMATO・カレーハウスCoCo壱番屋・コナズ珈琲・Shake Shack・じゃんぼ総本店・ドミノ・ピザ ジャパン・パンステージ プロローグ・ほっともっと・回転寿司みさき・よもきち商店（以上、#50）、H2O sauna（#51）、宮古島市・宮古素麺・宮古島マリーンクラブ・宮古横丁（以上、#60）、コクヨ（#63）、（Epoi）（#67・68）
- 映像協力：宮古島ビーチ空撮素材・宮古島映像KuROKO（以上、#60）
- カラオケ音源協力：DAM（第一興商）
- 楽器協力：ヤマハミュージックジャパン（#33）
- 監修：笠井法律事務所 笠井勝紀（#67・68）
- TK：海老澤廉子、槇加奈子、山口奈保美、平野美紀子
- 企画統括：太田一平（フジテレビ、#1 - 46・56 - 58・61）
- AD：江邑麗香、櫛部遥、原亮太、月井悠太、八木淳志、鵜飼和也、木下健己、横山楓人、金田知砂、加藤真悠里、多口由紀音、白石大治、舩越綵和、大岩玲奈（ジーヤマ）、井上豊、髙橋奈々、中野知聡、白石結子
- FD：川名良和（合同会社フロアーズANDカンパニー、2023年4月29日 - ）
- ディレクター：中原芳、大貫隼斗、一場輝、金井克仁（当時：E&W）、伊藤嘉彦、髙橋健二、浅野耀介、後藤悠樹、萩原渓太郎（フジテレビ）、鈴木崇志（ジーヤマ）（浅野(耀)→ - 2024年3月23日、後藤→#32、萩原→#54・55、鈴木(崇)→ - 2024年11月9日）
- AP：辻本麻莉（2023年4月29日 - ）、森本有紀子（D:COMPLEX、2023年5月20日 - ）、松永薫乃（#34 - 40、以前は週替わりAD►毎週AD）
- プロデューサー：宮木正悟・和田健（フジテレビ）、永瀬琢也、神尾昌宏（D:COMPLEX）（宮木→ - 2023年7月1日、和田→2023年7月8日 - 2024年5月10日）
- 演出：玉野鼓太郎・筧大輝（フジテレビ、玉野→ - 2023年9月30日、筧→ - 2024年3月23日）
- 制作協力：トップシーン、D:COMPLEX

## スピンオフ番組
『レッツケイバフジコ』（英字表記: Let's KEIBA FUJIKO）は、フジテレビ（関東ローカル）で2024年4月28日に放送されたバラエティ番組。放送終了後にTVerによる見逃し配信がされており、そこで全国視聴が可能である。
リニューアルした東京競馬場をフジコーズから小杉怜子、藤本理子、久木田帆乃夏の3名が訪ねる。競馬に詳しくない彼女たちでも十分に楽しめる、また実際の競馬の面白さにも触れる。カンニング竹山、佐野瑞樹アナウンサーを指南役？に迎え、競馬と東京競馬場の魅力をお届けする。
なお、小杉、藤本、久木田と佐野は「オールナイトフジコ」の生放送及び収録後にそのまま当番組の収録に参加している。
番組内では「レッツにんじんフジコ」と題してフジコ達が竹山・佐野から与えられた東京競馬場や競馬の魅力を伝えるミッションをクリアしていき、クリアするごとにお土産代を獲得するという企画が主に行われたほか、実際にロケ日に行われた「湘南ステークス」の馬券を買ってレースも観戦した。

### 出演者
- 小杉怜子（フジコーズ）
- 久木田帆乃夏（フジコーズ）
- 藤本理子（フジコーズ）
- カンニング竹山
- 佐野瑞樹（フジテレビアナウンサー）

### スタッフ
- ナレーション：竹俣紅（フジテレビアナウンサー）
- キャラクターデザイン：アサミカヨコ
- 構成：狩野孝彦、竹内浩平
- 美術プロデューサー：三竹寛典
- デザイン：小濵まほろ
- アートコーディネーター：村瀬大、中澤琴音
- メイク：山田かつら
- CG制作：坂田亜希穂、武村吉雄
- 編集：林迪晴、辛嶋祐弥
- MA：峯紀雄、神田こころ
- 音響効果：髙橋玲南
- 技術協力：fmt、共テレ
- 制作統括：松本祐紀
- TK：槇加奈子
- デスク：弦牧和子
- AD：堤啓太、米谷颯太、白石結子
- AP：西脇未樹、松永薫乃
- ディレクター：鈴木崇志
- プロデューサー：福永勇樹、山科智稔
- 演出：島田和正
- チーフプロデューサー：和田健
- 制作協力：ジーヤマ
- 制作：フジテレビ編成制作局バラエティー制作センター
- 制作著作：フジテレビ

## イベント
- スナックおもいのたけ（2024年8月16日、8月30日、2025年2月1日、2月9日、ROPPONGI BIRDLAND）
  - 番組人気企画の「スナックおもいのたけ」が実店舗イベントとして開催。ファンがおもいのたけを吐き出し、カラオケで心の垢を落とした。会場ではオリジナルグッズも販売された。開催日ごとの出演メンバーは以下の通り。[241][242]
    - 2024年8月16日：今井陽菜、小杉怜子、髙村栞里、坂本結菜、藤本理子
    - 2024年8月30日：上杉真央、入山七菜、久木田帆乃夏、坂本結菜、多田七帆
    - 2025年2月1日：沖玲萌（両部とも）、髙村栞里（昼の部のみ）、入山七菜（夜の部のみ）、坂本結菜（夜の部のみ）、藤本理子（昼の部のみ）、多田七帆（昼の部のみ）、三好菜乃（夜の部のみ）
    - 2025年2月9日：上杉真央（昼の部のみ）、小杉怜子（両部とも）、入山七菜（昼の部のみ）、久木田帆乃夏（夜の部のみ）、坂本結菜（夜の部のみ）、上西萌々（夜の部のみ）、山下未愛（昼の部のみ）
- フジコーズ卒業式2024（2024年3月29日、フジテレビ湾岸スタジオ）
  - ファンとメンバーが個室サウナでトークする番組人気企画「サウナトーク」のリメイク版や「騎乗糸通し」などが行われた。[243]
    - 進行：佐野瑞樹（フジテレビアナウンサー）
    - ゲスト：峯岸みなみ
- フジコーズ1st Anniversary Live 1周年から始めましょう（2024年12月26日、Zepp Shinjuku（TOKYO））
  - フジコーズの歴史を振り返りながら全楽曲を生披露。2ndシングル「キスから始めましょう」のカップリング曲「僕たちのforgive」はライブ初披露となった。
    - 進行：佐野瑞樹（フジテレビアナウンサー）
    - ゲスト：フジコーズ卒業生（エブラヒミ椎菜、佐藤佳奈子、出町杏奈、友恵温香、松尾実李果、和智日菜子、井手美希、山中ありさ）
- フジコーズ卒業式2025（2025年3月30日、フジテレビV4スタジオ）
  - フジコーズのラストライブとして全楽曲をパフォーマンスしたほか、ファン考案のクイズで番組の歴史を振り返る「フジコーズ卒業検定」やファンとメンバーがタッグを組む「フジコーズベストカップル決定戦」などの企画が行われたほか、メンバー及び番組出演者から最後のメッセージも伝えられた。[244][245][246]
    - 進行：佐野瑞樹（フジテレビアナウンサー）
    - 出演：佐久間宣行[注 84]、伊藤俊介（オズワルド）[注 85]、森田哲矢（さらば青春の光）、GO!皆川、渚カオリ（純情のアフィリア）
    - ゲスト：峯岸みなみ、村重杏奈（VTR出演）、フジコーズ卒業生（エブラヒミ椎菜、佐藤佳奈子、友恵温香、松尾実李果、和智日菜子、井手美希、山中ありさ）